# Dětřich z Portic

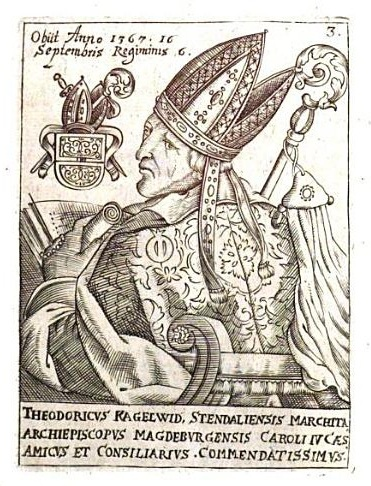
Dětřich z Portic

Dětřich z Portic neboli Jetřich z Pordic či Dietrich von Portitz či Dietrich Kagelwit (1300, Stendal – 17. prosince 1367, Magdeburg) byl říšský a český politik evropského významu, člen cisterciáckého řádu a biskup.

## Životopis
Pocházel z německé řemeslnické rodiny, byl synem Arnolda z Portic. V roce 1357 používal přídomek z Kuglweitu. Byl postupně pomocným biskupem olomouckým (1347–1351), rádcem a kancléřem Karla IV. (Vyšehrad, 1353) a svědkem jeho korunovace, roku 1357 obdržel od Karla IV. hrad Orlík (a poté zde byl jeho synovec Jetřich z Pordic), působil jako biskup v Mindenu (1353–1361), měl v rukách veškerou finanční správu České země (od roku 1360 i celé Svaté říše římské) a roku 1360 obdržel od Karla IV. erb vymřelých hrabat z Leuchtenberka (páva s rozčepýřeným ocasem v bílém poli). V letech 1361 až 1367 byl arcibiskupem v Magdeburgu.